# Balderas (métro de Mexico)
Balderas est une station de correspondance entre les lignes 1 et 3 du métro de Mexico. Il est situé au centre de Mexico, dans la délégation Cuauhtémoc.

## La station
La station Balderas tire son nom de l'avenue Balderas, général mexicain mort lors de l'intervention des États-Unis au Mexique. Son symbole est un canon, en souvenir de l'épisode dit de la « Décade tragique » dont un des théâtres fut le bâtiment historique de La Ciudadela, ancienne caserne militaire qui abrite actuellement la Bibliothèque du Mexique et le Centre de l'Image. Le bâtiment est situé dans un square du même nom où se trouve un monument à José María Morelos y Pavón, également entouré de canons.
Lors de son creusement dans les années soixante, il fut découvert un squelette préhistorique surnommé l'Homme du métro Balderas.